# Elaeocarpus moratii
Elaeocarpus moratii é uma espécie de angiospérmica da família Elaeocarpaceae.
Apenas pode ser encontrada na Nova Caledónia.